# 周斯盛 (順治進士)
周斯盛（1637年—？），字屺公，一字铁珊，学者称证山先生，浙江鄞县人，清朝初年政治人物、诗人。。

## 生平
另说1636年出生。出自明朝望族浮石周氏。大清顺治十一年（1654年），考中举人。顺治十八年（1661年），登进士。康熙八年（1669年），出任山东即墨县县令。性格清高，不善于逢迎上司，因事入狱，倖免于死。
出狱后绝意仕途，漫游海内名山大川，结交文人隐士。晚年笃信佛教。擅长写诗词，诗学竟陵，词风兼有婉约派、豪放派的特点。

## 著作
- 《诗证》十五卷
- 《证山堂集》八卷[3]
- 《铁珊词》